# Vulkanische bliksem

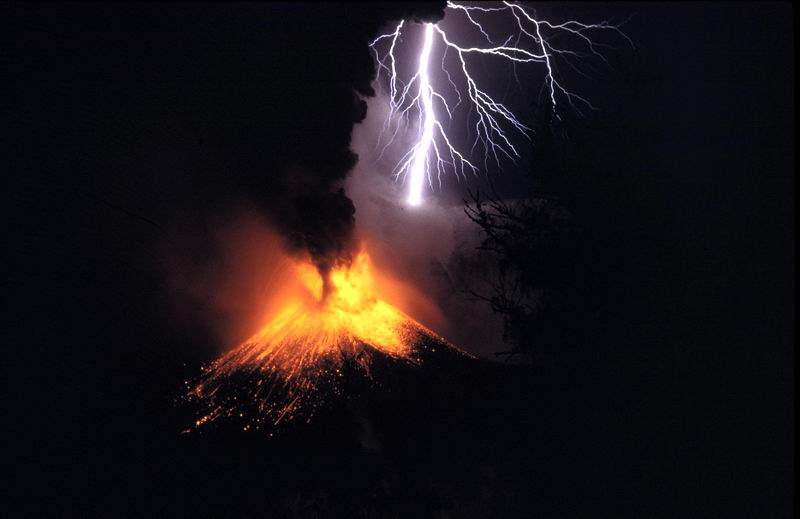
Bliksem tijdens een uitbarsting van de Rinjani op Lombok in 1994.

Vulkanische bliksem is bliksem die optreedt tijdens vulkaanuitbarstingen. Vooral tijdens waterrijke uitbarstingen treedt veel bliksem op.
Hoe de omstandigheden tijdens een uitbarsting bijdragen aan deze elektrostatische ontladingen is nog niet goed begrepen, maar er zijn verschillende vormen. De kleinste bliksem vormt zich rond de krater en is 10 tot 100 meter lang. Deze kraterbliksem begint al in de eerste explosieve fase van de uitbarsting. Daarna kunnen ontladingen ontstaan bij de krater die enkele kilometers boven de vulkaan uitschieten. Tijdens de pluimfase ontstaat bliksem die lijkt op die in onweerswolken (intracloud, IC), maar dan optreedt in de uitbarstingskolom of aspluim van de vulkaan. Deze pluimbliksem wordt daarom ook wel dirty thunderstorm genoemd en kan meer dan 10 kilometer lang zijn.